# 图巴斯省
图巴斯省是巴勒斯坦国约旦河西岸地区十一省之一，位于西岸地区北部。面积402平方公里，2007年人口50,267。首府图巴斯，人口11,771。